# Антон Костадинов (футболист)
Антон Костадинов е футболист от България, роден на 24 юни 1982 година в град Благоевград. Играе за Пирин (Благоевград).